# 현동현
현동현(본명: 김광식, 1961년 12월 6일 ~ )은 대한민국의 경찰관 겸 가수이다.

## 학력
- 상주대학교 식품공학과 졸업
- 경북대학교 식품공학과 학사

## 음반
- 2007년 잘해봐요
- 2013년 얼마나 좋길래

## 홍보대사
- 2007년 태극기선양운동중앙회 홍보대사
- 2008년 국민방송 홍보대사
- 2008년 태극기선양운동중앙본부 홍보대사
- 2009년 장애인문화예술단 홍보대사
- 2009년 시민경찰 연예인 봉사단 홍보요원
- 2009년 민족통일예술단 홍보가수
- 2009년 세게평화 홍보대사
- 2009년 나라사랑 독도사랑 홍보대사
- 2010년 광진구 자원봉사센터 홍보대사
- 2010년 배호기념사업회 홍보가수
- 2010년 칭찬합시다 홍보대사
- 2011년 종합법률신문, 치안경찰신문 홍보대사
- 2011년 상주시 홍보대사

## 수상
- 1983년 전국노래자랑 최우수상
- 2001년 iTV 열전 가수왕
- 2002년 희망가요 노래자랑 최우수상
- 2003년 대한민국 전통가요제 대상 수상
- 2004년 남인수 가요제 최우수상
- 2005년 고운봉 가요제 대상 수상
- 2005년 통일예술제 통일부장관 표창
- 2006년 배호가요제 금상 수상
- 2007년 전국예술대회 서울시장 표창
- 2008년 독도사랑문화제 통일부장관 표창
- 2009년 제12회 한국연예스포츠신문 주최 봉사상 수상
- 2011년 한국을빛낸사람들 사회봉사대상 수상
- 2011년 제18회 전국예술대회 서울시장 표창
- 2011년 제45회 가수의날 우정상